# توتة في المريخ
توتة في المريخ (باليابانية 夢の星のボタンノーズ : Yume no Hoshi no Button Nose «باتون نوز وكوكب الأحلام» ) هو أنمي ياباني للأطفال عرض في 1985 في «تلفزيون أساشي» وتمت دبلجته لعدد من اللغات منها العربية عبر شركة «هارموني غولد» في أمريكا في 1988، والإنكليزية في 1994 (شركة سابان Saban).
تدور قصة الأنمي حول بنت صغيرة اسمها «توتة» (أو باتون نوز) أتى إنسان آلي لشراء بعض من فراولة مزرعة أبيها «للتوت الإفرنجي» وهي وحدها فقامت بصعود مركبته الفضائية لكن مع فضولها الشديد قامت بتشغيلها. انتقلت المركبة الفضائية بالبنت الصغيرة إلى كوكب آخر («المريخ» في الدبلجة) الذي يحكمه ملك يقربها قرابة بعيدة فطلب منها البقاء معه لمدة، ومن هنا بدأت مغامرات أخرى للبنت الصغيرة.

## فريق العمل

### الدبلجة العربية
أنجزت الدبلجة العربية في سنة 1988 بواسطة شركة هارموني غولد في أستودي أنتر ساوند في أمريكا بأصوات عربية أردنية. أخرج العمل أُلفت عجرمة وأشرف على الترجمة ثريا نور الدين. عرض على بعض القنوات بعنوان «مغامرات في المريخ» مع أسماء مزيفة في شارة البداية التي تركت بها الموسيقى التصيرية دون صوت المغنية العربية.
أما الأداء الصوتي فكان كالآتي (حسب الأسماء في جنريك البداية):
- ثريا نور الدين
- محمد نور الدين
- سميرة شامية
- زهير حداد
- أميرة خليل
- صالح أكرم
- غسان علم
- نونا الهنا (مؤدية أغنية البداية)
- مسعف سباعي
- مامية

## أسماء المسلسل في دول أخرى
- اليابان: 夢の星のボタンノーズ (Yume no Hoshi no Button Nose)
- فرنسا: Bouton d'Or
- العالم العربي: توتة في المريخ
- أمريكا: دبلج في 1994 عبر سابان Saban تحت اسم Button Nose
- السويد: Sockernos
- الدنمارك: Prinsesse Jordbærblomst
- ألمانيا: Prinzessin Erdbeer
- بولندا: Guziczek
- روسيا: Лили в Клубничном Мире

## روابط خارجية
- توتة في المريخ على موقع IMDb (الإنجليزية)
- توتة في المريخ على موقع كينوبويسك (الروسية)
- توتة في المريخ على موقع قاعدة بيانات الفيلم (الإنجليزية)
- توتة في المريخ على موقع ANN anime (الإنجليزية)